# Vai viegli būt jaunam?
Vai viegli būt jaunam? (dansk: Er det let at være ung?, russisk: Легко ли быть молодым?) er en lettisk dokumentarfilm fra 1987 instrueret af Juris Podnieks. Den anses for at være blandt de mest kontroversielle film fra sin tid. Det var en af de fem vindere på 1987 International Documentary Association uddelingen.
Film taler om livet blandt unge mennesker der er ved at omkomme pga. Sovjetregimet og samfundet som helhed – deres konflikter med forældre og samfund, forfængeligheden blandt lærere og autoriteter, frygten for at der ikke er nogen mening med livet. Ligeledes diskuteres fremtiden for børnene efter Tjernobylulykken og forholdene for religiøse i Sovjetunionen og unge mennesker der er blevet tvunget til at kæmpe i krigen i Afghanistan. 
Filmen fik meget opmærksomhed i Sovjetunionen. Den blev set af mindst 28 mio. i det første år. Rettighederne blev solgt til 85 lande, hvilket for Letland var et meget stort tal.